# قباق تپه کرد
قباق تپه کرد، روستایی از توابع بخش گل‌تپه شهرستان کبودرآهنگ در استان همدان ایران است.صفحه رسمی اینستاگرام

## جمعیت
این روستا در دهستان گل‌تپه قرار دارد و براساس سرشماری مرکز آمار ایران در سال ۱۳۹۵، جمعیت آن ۴۸۴ نفر (۱۴۸ خانوار) بوده‌است.

## تغییر زبان
مردم این روستا در قرن های گذشته همانطور که از پسوند نام روستا معلوم است، به زبان کردی سورانی تکلم می کردند؛ اما نام اصلی روستا که به زبان ترکی است به دلیل همجواری با ترک نشینان شمال همدان بوده است.
پس از مهاجرت های بسیار مردمان روستاهای اطراف همچون سوباشی به قباق تپه کرد که در آن زمان محل رونق زراعت منطقه بوده، به مرور زبان مردم روستا به ترکی آذربایجانی تغییر پیدا می کند.